# Črnomelj
Črnomelj (historisch de: Tschernembl) is een stadje in de Sloveense streek Bela Krajina en een zelfstandige gemeente. Črnomelj telde volgens de volkstelling in 2002 14.580 inwoners. De gemeente omvat ook Vinica. Tegenwoordig (stand 1991) is het grootste aantal inwoners werkzaam in de metaalbewerking (760 werknemers), houtbewerking (250 werknemers) en textielbedrijven (60 werknemers).

## Prehistorie en Oudheid
Vroegste sporen van bewoning in Črnomelj dateren uit de bronstijd en ijzertijd, toen hier een nederzetting was. De plaats ligt op een verhoging aan de samenstroom van de Lahinja en Dobličica, en werd waarschijnlijk gekozen omdat het door de ligging bescherming geniet. Uit de latere oudheid (vanaf 5e eeuw tot rond 650) dateren vele vondsten, de bodemlaag waarin deze vondsten zijn gedaan is op sommige plaatsen liefst twee meter dik. Van de laatantieke nederzetting zijn onder meer graven aan de Lahinja blootgelegd.

## Ontwikkeling van Črnomelj
Črnomelj werd voor het eerst in 1228 genoemd, terwijl het eerste hier gelegen kasteel uit de 12e eeuw dateert. Het niet lang daarna vernieuwde kasteel is vrijwel zonder aanpassingen bewaard gebleven. De kerk van de H. Petrus dateert van eind 11e eeuw of eerder, maar werd in de 19e eeuw geheel verbouwd. Hier, bij de kerk van H. Petrus, zijn oud-Slavische graven gevonden die dateren uit de 10e eeuw. Daarnaast bevindt zich de gotische kerk van de H. Geest, die voor het eerst in 1487 vermeld wordt. Črnomelj kreeg marktrechten in 1277. In het jaar 1529 werd het een officieel verdedigingspunt tegen de invallen van de Turken. Sinds de 17e eeuw, met het verlies van de verdedigingsfunctie tegen de invallende Turken aan Karlovac (dat in deze tijd aanzienlijk werd uitgebreid), leidde Ĉrnomelj een ingetogen bestaan, eerst in de 20e eeuw zette verdere ontwikkeling in, met onder andere een spoorwegaansluiting (1914). Tijdens de Tweede Wereldoorlog, vooral sinds de capitulatie van Italië in 1943, vervulde de stad een centrale functie in het verzet van de partizanen en het Sloveens Bevrijdingsfront. Črnomelj werd in de tijd van de Tweede Wereldoorlog eerder bevrijdt dan Ljubljana, daarom was Črnomelj tijdelijk de hoofdstad van de socialistische deelrepubliek Slovenië.

## Nederzettingen
Adlešiči, Balkovci, Bedenj, Belčji Vrh, Bistrica, Blatnik pri Črnomlju, Bojanci, Brdarci, Breg pri Sinjem Vrhu, Breznik, Butoraj, Cerkvišče, Črnomelj, Dalnje Njive, Damelj, Dečina, Desinec, Deskova vas, Dobliče, Doblička Gora, Dolenja Podgora, Dolenja vas pri Črnomlju, Dolenjci, Dolenji Radenci, Dolenji Suhor pri Vinici, Dolnja Paka, Draga pri Sinjem Vrhu, Dragatuš, Dragovanja vas, Dragoši, Drenovec, Drežnik, Črešnjevec pri Dragatušu, Čudno selo, Fučkovci, Golek pri Vinici, Golek, Gorenja Podgora, Gorenjci pri Adlešičih, Gorenji Radenci, Gorica, Gornja Paka, Gornji Suhor pri Vinici, Griblje, Grič pri Dobličah, Hrast pri Vinici, Jankoviči, Jelševnik, Jerneja vas, Kanižarica, Knežina, Kot ob Kolpi, Kovača vas, Kovačji Grad, Kvasica, Lokve, Mala Lahinja, Mala sela, Mali Nerajec, Marindol, Mavrlen, Mihelja vas, Miklarji, Miliči, Močile, Naklo, Nova Lipa, Obrh pri Dragatušu, Ogulin, Otovec, Paunoviči, Perudina, Petrova vas, Pobrežje, Podklanec, Podlog, Prelesje, Preloka, Pribinci, Purga, Pusti Gradec, Rodine, Rožanec, Rožič Vrh, Ručetna vas, Sečje selo, Sela pri Dragatušu, Sela pri Otovcu, Sinji Vrh, Sodevci, Srednji Radenci, Stara Lipa, Stari trg ob Kolpi, Stražnji Vrh, Svibnik, Šipek, Špeharji, Talčji Vrh, Tanča Gora, Tribuče, Tušev Dol, Učakovci, Velika Lahinja, Velika sela, Veliki Nerajec, Vinica, Vojna vas, Vranoviči, Vrhovci, Vukovci, Zagozdac, Zajčji Vrh, Zapudje, Zastava, Zilje, Zorenci, Žuniči

## Verkeer en vervoer
Bij de plaats lopen de R216, R217, R218 en R660. In de gemeente liggen verder nog de wegen R421, R658, R659, R664, R918 en R919.
De plaats heeft een station aan een spoorlijn.

## Geboren
- Miran Jarc (1900-1942), dichter

Črnomelj · Dolenjske Toplice · Kočevje · Kostel · Loški Potok · Metlika · Mirna · Mirna Peč · Mokronog-Trebelno · Novo mesto · Osilnica · Ribnica · Semič · Šentjernej · Šentrupert · Škocjan · Šmarješke Toplice · Sodražica · Straža · Trebnje · Žužemberk